# Călugăreni (okręg Suczawa)
Călugăreni – wieś w Rumunii, w okręgu Suczawa, w gminie Adâncata. W 2011 roku liczyła 733 mieszkańców.